# John Foster (essäist)
John Foster, född 1770 i Halifax, West Yorkshire, död 1843, var en engelsk författare och essäist. Han var under många år verksam som baptistpredikant, men ägnade sig från 1817 helt åt skrivande. Hans Essays (1805) hade moraliskt innehåll och han skrev ett stort antal artiklar i månadstidskriften Eclectic Review. Hans Life and correspondence gavs ut 1846.